# Mino Vergnaghi
Mino Vergnaghi (* 10. April 1955 in Trivero, Provinz Biella) ist ein italienischer Popsänger und Songwriter. Er gewann das Sanremo-Festival 1979.

## Karriere
Vergnaghi begann seine Musikkarriere als Sänger in mehreren lokalen Bands, darunter Il segno dello zodiaco oder Bora Bora. 1978 begann er seine Soloaktivitäten, produziert von Iva Zanicchi und Ezio Leoni. Seine Debütsingle war Parigi addio, erschienen beim Label Ri-Fi. Im Jahr darauf ging er, innerhalb eines Teilnehmerfeldes aus relativ unbekannten Namen, beim Sanremo-Festival 1979 ins Rennen und konnte es mit dem Lied Amare überraschend gewinnen. Im Anschluss veröffentlichte er sein erstes Album.
Nachdem sein Sanremo-Erfolg weitgehend unbeachtet blieb und sein Label die Produktion einstellte, kehrte Vergnaghi 1980 vorerst der Musikindustrie den Rücken und zog nach England. Erst Ende der 1980er-Jahre kehrte er nach Italien zurück und begann, mit Zucchero als Songwriter und Background-Sänger zusammenzuarbeiten. Das von Vergnaghi mitgeschriebene Lied Di sole e d’azzurro erreichte in der Interpretation von Giorgia den zweiten Platz beim Sanremo-Festival 2001. 2011 erschien digital ein Best-of-Album des Musikers.

## Diskografie
Alben
- 1979 – Mino Vergnaghi (Ri-Fi, RDZ-ST 14308)
- 2011 – Best of Mino Vergnaghi (Peer Southern Productions)

Singles
- 1978 – Parigi addio / Farfalla blu (Ri-Fi, RFN-NP 16741)
- 1979 – Amare / Grida (Ri-Fi, RFN-NP 16772)
- 1979 – Tu non sei / Vecchio piano (Ri-Fi, RFN-NP 16782)
- 1980 – Io ti perdono / P. S. … “Problemi” (Ri-Fi, RFN-NP 16810)